# Лонсдейл (Міннесота)
Лонсдейл (англ. Lonsdale) — місто (англ. city) в США, в окрузі Райс штату Міннесота. Населення — 4686 осіб (2020).

## Географія
Лонсдейл розташований за координатами 44°28′39″ пн. ш. 93°25′13″ зх. д. / 44.47750° пн. ш. 93.42028° зх. д. (44.477534, -93.420258).  За даними Бюро перепису населення США в 2010 році місто мало площу 7,18 км², з яких 7,06 км² — суходіл та 0,11 км² — водойми.

## Демографія
Згідно з переписом 2010 року, у місті мешкали 3674 особи в 1277 домогосподарствах у складі 976 родин. Густота населення становила 512 особи/км².  Було 1370 помешкань (191/км²).
Расовий склад населення:
| - 96,5 % — білих - 0,8 % — азіатів - 0,4 % — чорних або афроамериканців - 0,3 % — вихідців з тихоокеанських островів - 0,3 % — корінних американців |

До двох чи більше рас належало 1,4 %. Частка іспаномовних становила 1,7 % від усіх жителів.
За віковим діапазоном населення розподілялося таким чином: 34,2 % — особи молодші 18 років, 60,9 % — особи у віці 18—64 років, 4,9 % — особи у віці 65 років та старші. Медіана віку мешканця становила 29,5 року. На 100 осіб жіночої статі у місті припадало 104,5 чоловіків;  на 100 жінок у віці від 18 років та старших — 105,4 чоловіків також старших 18 років.
Середній дохід на одне домашнє господарство  становив 75 616 доларів США (медіана — 67 792), а середній дохід на одну сім'ю — 86 128 доларів (медіана — 81 230). За межею бідності перебувало 10,7 % осіб, у тому числі 14,7 % дітей у віці до 18 років та 10,4 % осіб у віці 65 років та старших.
Цивільне працевлаштоване населення становило 2046 осіб. Основні галузі зайнятості: освіта, охорона здоров'я та соціальна допомога — 23,5 %, роздрібна торгівля — 12,6 %, транспорт — 8,5 %, науковці, спеціалісти, менеджери — 8,5 %.